# Lutin d'Isigny
Pour les articles homonymes, voir Isigny.
Lutin d'Isigny est un cheval de course français né en 1977 et mort en 2003, élevé chez Annick Auvray dans le Calvados à quelques kilomètres d'Isigny-sur-Mer près de Grandcamp-Maisy. C'était un trotteur français mâle alezan de 1,61 mètre au garrot. Titré deux fois officieusement « champion du Monde » aux États-Unis en 1984 et 1985, il gagna également le Prix d'Amérique en 1985.

## Naissance et élevage
Lutin d'Isigny est né le 14 mai 1977 à l'élevage d'Annick Auvray, au lieu-dit les Essarts à Grandcamp-Maisy dans le Bessin, en Basse-Normandie, de l'étalon Firstly et de la jument Dame d'Isigny. Firstly avait notamment remporté le Prix de Normandie 1976 et s'était classé troisième du Prix de Cornulier 1978. Dame d'Isigny eut une carrière de course très honorable, gagnant notamment le Prix de Londres. Son propriétaire, Jean Auvray, l'avait louée pour sa carrière de course à Maurice-Georges Cornière qui la conserva tout de même comme poulinière.
Après la naissance de Lutin, Maurice-Georges Cornière rachète la moitié des parts qui lui manquent à Annick Auvray. Il faillit bien le regretter car le premier combat de Lutin d'Isigny ne fut pas sur un hippodrome mais contre la maladie : le cheval contracte le tétanos à l'âge de sept mois et échappe de peu à la mort. Lutin se qualifie brillamment à Caen le 18 juin 1979 en signant avec 1'25 le meilleur chronomètre de la journée.

## Carrière de course
Lutin d'Isigny s'affirme vite être un champion. Au milieu des années 1980, alors que les chevaux français se déplacent dans toute l'Europe et jouent à fond le challenge du Grand Circuit européen, Lutin d'Isigny se couvre de gloire aux quatre coins du continent, à l'image d'Idéal du Gazeau ou de Jorky.
Lutin d'Isigny a surtout marqué son époque par ses exploits outre-Atlantique. En 1984, il traverse une première fois l'océan et fait coup double en remportant l'International Trot, l'officieux championnat du monde des trotteurs où bien peu l'imaginaient s'imposer en la présence du champion américain Sandy Bowl. Il réussit pourtant à vaincre ce dernier en établissant un nouveau record de la piste. Il remporte également la Challenge Cup, autre course de prestige et sorte de revanche de l'International Trot. En 1985, auréolé de sa victoire dans le Prix d'Amérique, il récidive, réalisant le même doublé que l'année précédente : l'International Trot et la Challenge Cup. L'exploit ne sera jamais égalé par un trotteur français.

## Carrière au haras
Devenu étalon, Lutin d'Isigny connut là encore une certaine réussite, en donnant notamment Vrai Lutin, Kocabar, Bricassard, Fadir Castelets, Gazouillis et le champion Général du Lupin.
Il meurt des suites d'une crise cardiaque à l'âge de 27 ans en 2003.

## Palmarès

### Principales victoires
France
- Prix d'Amérique (1985)
- Prix de Paris (1984)
- Prix René-Ballière (1982, 1984)
- Prix de l'Étoile (1982)
- Grand Prix du Sud-Ouest (1985)
- Prix Ariste-Hémard (1981)
- Prix Gaston-de-Wazières (1981)
- Prix Jules-Thibault (1981)
- Prix Chambon-P (1982)
- Prix d'Europe (1983)

 États-Unis
- International Trot (1984, 1985)
- Challenge Cup (1984, 1985)

 Allemagne
- Elite Rennen (1983)

 Danemark
- Copenhague Cup (1984)

### Principaux accessits
France
- 2e Prix de Paris (1983)
- 2e Grand Critérium de vitesse de la Côte d'Azur (1984, 1985)
- 2e Critérium des 5 ans (1982)
- 2e Prix de Sélection (1981, 1983)
- 2e Prix de Belgique (1986)
- 2e Prix de Bretagne (1982)
- 2e Grand Prix du Sud-Ouest (1984)
- 2e Prix d'Été (1982)
- 3e Prix d'Amérique (1983)
- 3e Critérium des 4 ans (1981)
- 3e Prix de Belgique (1983)
- 3e Prix de Bourgogne (1983)

## Origines
| Origines de Lutin d'Isigny, mâle, alezan. | Origines de Lutin d'Isigny, mâle, alezan. | Origines de Lutin d'Isigny, mâle, alezan. | Origines de Lutin d'Isigny, mâle, alezan. |
| ----------------------------------------- | ----------------------------------------- | ----------------------------------------- | ----------------------------------------- |
| Père Firstly                              | Quérido II                                | Fandango                                  | Loudéac                                   |
| Père Firstly                              | Quérido II                                | Fandango                                  | Tombelaine                                |
| Père Firstly                              | Quérido II                                | Dladys                                    | Hernani III                               |
| Père Firstly                              | Quérido II                                | Dladys                                    | Gladys                                    |
| Père Firstly                              | Matinale                                  | Bourbonnais D                             | Ogaden                                    |
| Père Firstly                              | Matinale                                  | Bourbonnais D                             | Narbonnaise D                             |
| Père Firstly                              | Matinale                                  | Guitare d'Amour                           | Petit Mimile                              |
| Père Firstly                              | Matinale                                  | Guitare d'Amour                           | Valeur Or                                 |
| Mère Dame d'Isigny                        | Quéronville LB                            | Tigre Royal                               | Ésope                                     |
| Mère Dame d'Isigny                        | Quéronville LB                            | Tigre Royal                               | Hollyanne                                 |
| Mère Dame d'Isigny                        | Quéronville LB                            | Brescia                                   | Jean Sans Peur                            |
| Mère Dame d'Isigny                        | Quéronville LB                            | Brescia                                   | Gênes                                     |
| Mère Dame d'Isigny                        | Voile au Vent                             | Larré F                                   | Carioca II                                |
| Mère Dame d'Isigny                        | Voile au Vent                             | Larré F                                   | Belle de Nuit F                           |
| Mère Dame d'Isigny                        | Voile au Vent                             | Ol d'Aubigny                              | Goéland                                   |
| Mère Dame d'Isigny                        | Voile au Vent                             | Ol d'Aubigny                              | Étoile de Bony                            |